# Antiaglomerante
Os antiaglomerantes são aditivos alimentares muito usados em alimentos em pó, pois evitam a aglomeração de partículas que tendem a juntar-se, formando uma espécie de caroço. Essa tendência à aglomeração dos produtos em pó deve-se a uma combinação de fatores, como temperatura, umidade e pressão.
O aluminosilicato de sódio é um exemplo de agente antiaglomerante utilizado no sal de cozinha e no leite em pó. Como um sal de alumínio, o aluminosilicato pode causar risco à saúde humana. O alumínio é conhecido por causar problemas na placenta durante a gravidez e está diretamente ligado ao Alzheimer, Parkinson e osteoporose.
Existem antiaglomerantes naturais, como o carbonato de cálcio e o carbonato de magnésio.

## Alguns agentes antiaglomerantes
- Silicato de cálcio
- Dimetilpolissiloxano
- Aluminossilicato de sódio
- Bicarbonato de sódio
- Talco em pó